# Sisini
Sìsini è una frazione di 170 abitanti del comune di Senorbì. Fu comune autonomo fino al 1927.

## Storia
Durante l'epoca spagnola fu un feudo degli Zatrillas, appartenente alla contea di Villaclara, trasformatasi poi in marchesato nel 1701. Fu riscattato ai Vivaldi Pasqua, ultimi feudatari, nel 1839 con la soppressione del sistema feudale.

## Monumenti e luoghi d'interesse

### Architetture civili
Degna di menzione è la Villa Aresu, una vecchia casa padronale posseduta dalla famiglia omonima, la quale ha caratterizzato il passato di Sisini. Il casamento  è stato ristrutturato dal comune di Senorbì negli anni '90 ed è stato inaugurato nel 2000. Oggi viene utilizzato per mostre e manifestazioni culturali.
Nel territorio sono presenti alcuni nuraghi, tra i quali uno di notevole importanza, probabilmente monotorre, detto Su Nuraxi (in lingua locale "il Nuraghe"); altri sono sparsi nel territorio ma non ve ne è più traccia.

## Società

### Religione
La patrona è la Madonna della Salute. La chiesa parrocchiale, invece è dedicato alla Madonna della Difesa, un edificio sacro ricostruito nel 1936. La festa più sentita è senza dubbio quella in onore della Madonna della Salute, la quale si celebra il 29 settembre di ogni anno. In passato era molto venerato anche San Sebastiano: infatti, nei giorni di festa, venivano organizzati una processione, una messa solenne ed un falò. Nella fase preparatoria, prima della festa, tutti i contadini che possedevano un carro con i buoi, li bardavano a festa e in fila andavano in campagna per raccogliere la legna per il falò di San Sebastiano.Dovendo stare li tutta la mattina, portavano il pranzo al sacco. Facendo freddo accendevano il fuoco per scaldarsi.Per gioco,sfregavano le mani sul carbone e passandole sul viso, rientravano dalla campagna tutti col viso nero.